# Discipline militaire
Pour les articles homonymes, voir Discipline.
La discipline dans le monde militaire désigne le strict respect des règles, l'ordre, et la rigueur qui y règne. Il en émane une culture qui est souvent reprise par le cinéma.

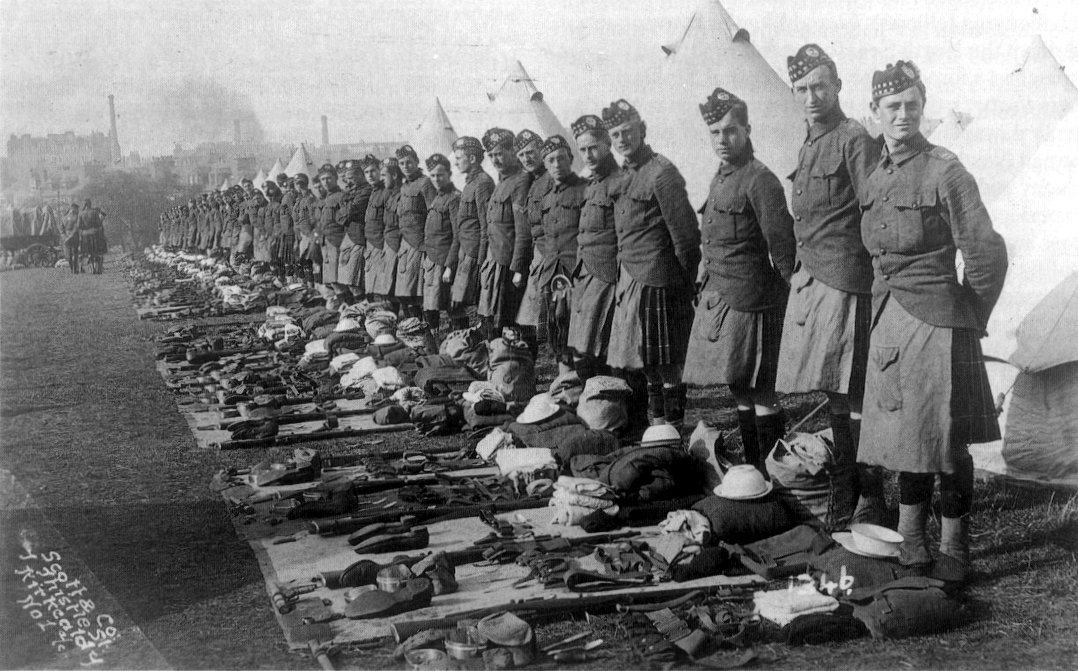
Revue d'un régiment écossais, lors de la mobilisation de septembre 1914.

## Principe
La discipline est basée en grande partie sur le respect des règles. Dans le domaine militaire, la discipline se traduit par l'application d'un règlement, l'exécution d'ordres donnés par des supérieurs, l'organisation méticuleuse du matériel, ou l'organisation du temps. Dans le domaine militaire, le règlement est omniprésent. Il impose par exemple le matériel réglementaire, obligatoire pour chacun. La discipline consiste alors dans ce cas à utiliser exclusivement le matériel réglementaire. La vie militaire et les actions opérées par les armées sont toujours rigoureusement régies par une procédure. Le but est entre autres d'agir avec le maximum d'efficacité.
Son non-respect peut entraîner des sanctions militaires : consigne, arrêts…

## Critique et limites
La discipline permet de remonter les décisions plus haut dans la chaine hiérarchique : le soldat suit les ordres de son sous-officier qui suit ceux de son officier etc. jusqu'à l'état-major voire l'autorité politique. Si cela permet une meilleure coordination et la prise en compte de facteurs (politique, logistique, etc.) inaccessible au militaire sur le terrain, mais cela peut aussi avoir des inconvénients : une lourdeur bureaucratique, une lenteur alors que la vitesse est souvent un facteur essentiel du succès, une multiplication des communications qui peuvent être interceptées et déchiffrées, ou des interventions intempestives par un incompétent. Elle peut être la source d'incompréhensions de la part des soldats ou du public, lorsqu'une troupe obéit à des ordres qui lui répugnent sur le moment et qui sont a posteriori sévèrement jugés[réf. souhaitée].

## Théoriciens et publications
- Charles Ardant du Picq

## Culture populaire

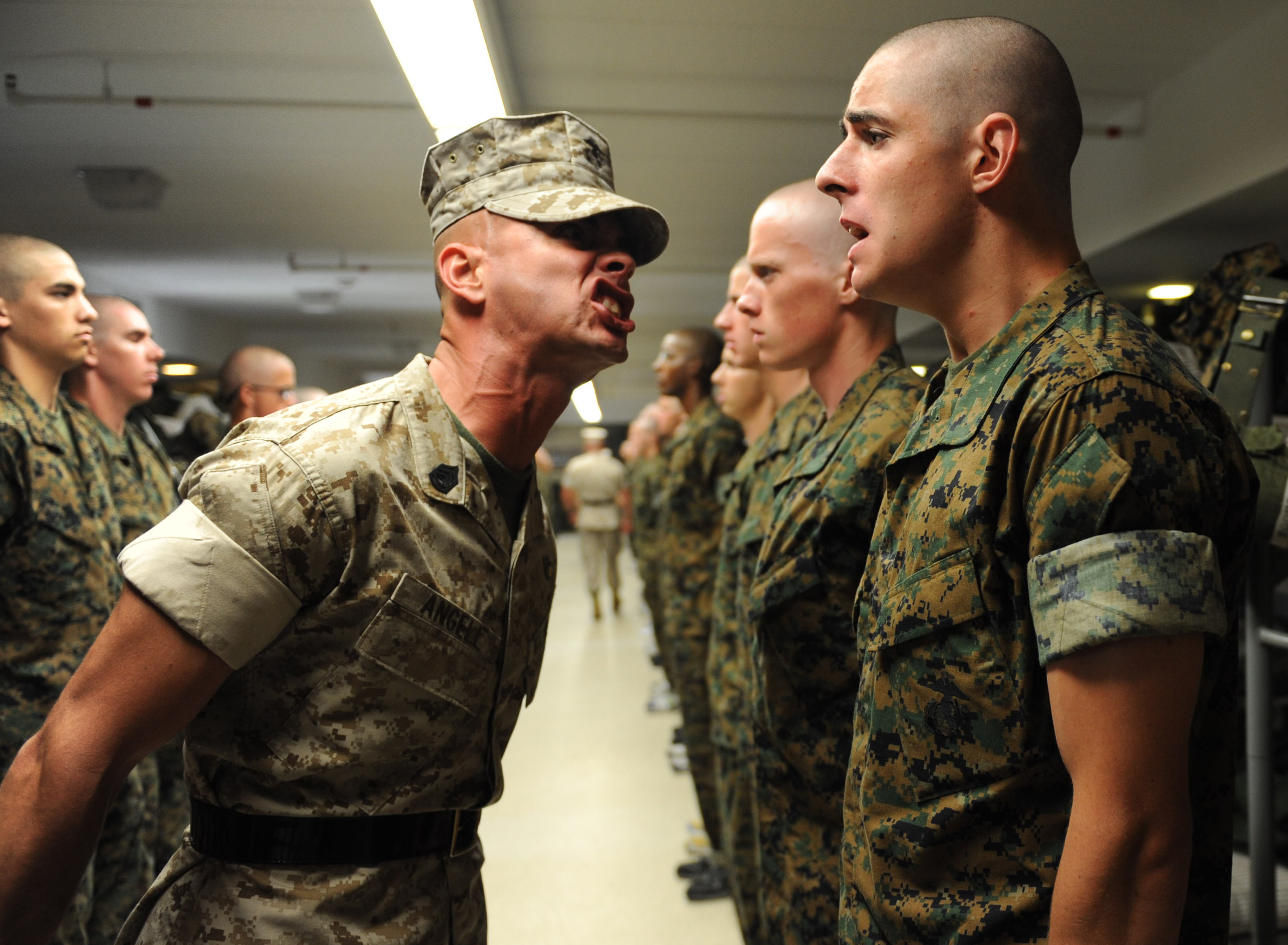
Scène analogue de Full metal jacket ayant poussé Baleine au suicide

Selon Charles de Gaulle : « Ordre et discipline font la force des Armées. »
La discipline militaire véhicule une image forte qui est reprise par de nombreux films.
- Full Metal Jacket, mettant l'accent du formatage des recrues, dont l'une d'entre elles finira par se suicider après avoir tué son instructeur.
- Le Jour le plus long.
- Le 9e escadron : la première moitié du film expose l'entrainement initial de recrues civiles destinées à combattre en Afghanistan.